# Việt Nam tại Đại hội Thể thao châu Á 2018
Việt Nam sẽ tranh tài tại Đại hội Thể thao châu Á 2018 ở Jakarta và Palembang, Indonesia, từ ngày 18 tháng 8 đến ngày 2 tháng 9 năm 2018. Cơ quan quản lý thể thao Việt Nam đặt mục tiêu 3 huy chương vàng tại Đại hội thể thao.

## Vận động viên
Dưới đây là một danh sách của số vận động viên đại diện Việt Nam rằng sẽ tham gia tại Đại hội thể thao:
| Môn thể thao | Nam | Nữ | Tổng số |
| ------------ | --- | -- | ------- |
| Bóng đá      | 20  | 20 | 40      |
| Judo         | 2   | 5  | 7       |
| Bóng chuyền  | 0   | 0  | 0       |
| Tổng số      | 22  | 25 | 47      |

## Tóm tắt huy chương
| Nguyễn Thị Quyên        |
| Giáp Thị Hiền           |
| Dương Thị Xuyên         |
| Nguyễn Thị Phương Trinh |
| Nguyễn Thị My           |
| Hoàng Thị Hoa           |

| Nguyễn Thị Quyên        |  | Bùi Thị Hải Yến       |  |  |
| Giáp Thị Hiền           |  | Phạm Thị Hằng         |  |  |
| Dương Thị Xuyên         |  | Đặng Thị Phượng Thanh |  |  |
| Nguyễn Thị Phương Trinh |  | Đặng Thị Mỹ Linh      |  |  |
| Nguyễn Thị My           |  | Nguyễn Thị Thu Hạnh   |  |  |
| Hoàng Thị Hoa           |  | Trần Thị Thu Hoài     |  |  |

| Đỗ Mạnh Tuấn     |
| Lê Văn Nghĩa     |
| Nguyễn Hoàng Lân |
| Nguyễn Hữu Danh  |
| Đậu Văn Hoàng    |
| Nguyễn Quốc Anh  |

| Nguyễn Thị Quyên        |
| Giáp Thị Hiền           |
| Dương Thị Xuyên         |
| Nguyễn Thị Phương Trinh |
| Nguyễn Thị My           |
| Hoàng Thị Hoa           |

| Nguyễn Thị Quyên        |  | Bùi Thị Hải Yến       |  |  |
| Giáp Thị Hiền           |  | Phạm Thị Hằng         |  |  |
| Dương Thị Xuyên         |  | Đặng Thị Phượng Thanh |  |  |
| Nguyễn Thị Phương Trinh |  | Đặng Thị Mỹ Linh      |  |  |
| Nguyễn Thị My           |  | Nguyễn Thị Thu Hạnh   |  |  |
| Hoàng Thị Hoa           |  | Trần Thị Thu Hoài     |  |  |

| Đỗ Mạnh Tuấn     |
| Lê Văn Nghĩa     |
| Nguyễn Hoàng Lân |
| Nguyễn Hữu Danh  |
| Đậu Văn Hoàng    |
| Nguyễn Quốc Anh  |

| Bộ huy chương theo môn thể thao | Bộ huy chương theo môn thể thao | Bộ huy chương theo môn thể thao | Bộ huy chương theo môn thể thao | Bộ huy chương theo môn thể thao |
| ------------------------------- | ------------------------------- | ------------------------------- | ------------------------------- | ------------------------------- |
| Môn thể thao                    | 1                               | 2                               | 3                               | Tổng số                         |
| Pencak silat                    | 2                               | 7                               | 3                               | 12                              |
| Điền kinh                       | 2                               | 0                               | 3                               | 5                               |
| Chèo thuyền                     | 1                               | 1                               | 0                               | 2                               |
| Wushu                           | 0                               | 2                               | 3                               | 5                               |
| Cử tạ                           | 0                               | 2                               | 0                               | 2                               |
| Cầu mây                         | 0                               | 1                               | 2                               | 3                               |
| Bơi lội                         | 0                               | 1                               | 1                               | 2                               |
| Karate                          | 0                               | 1                               | 0                               | 1                               |
| Bắn súng                        | 0                               | 0                               | 2                               | 2                               |
| Ju-jitsu                        | 0                               | 0                               | 1                               | 1                               |
| Taekwondo                       | 0                               | 0                               | 1                               | 1                               |
| Kurash                          | 0                               | 0                               | 1                               | 1                               |
| Quyền Anh                       | 0                               | 0                               | 1                               | 1                               |
| Tổng số                         | 5                               | 15                              | 18                              | 38                              |

| Bộ huy chương theo ngày tháng | Bộ huy chương theo ngày tháng | Bộ huy chương theo ngày tháng | Bộ huy chương theo ngày tháng | Bộ huy chương theo ngày tháng | Bộ huy chương theo ngày tháng |
| ----------------------------- | ----------------------------- | ----------------------------- | ----------------------------- | ----------------------------- | ----------------------------- |
| Thứ                           | Ngày tháng                    | 1                             | 2                             | 3                             | Tổng số                       |
| Thứ 1                         | 19 tháng 8                    | 0                             | 0                             | 2                             | 2                             |
| Thứ 2                         | 20 tháng 8                    | 0                             | 1                             | 1                             | 2                             |
| Thứ 3                         | 21 tháng 8                    | 0                             | 2                             | 1                             | 3                             |
| Thứ 4                         | 22 tháng 8                    | 0                             | 1                             | 3                             | 4                             |
| Thứ 5                         | 23 tháng 8                    | 1                             | 0                             | 0                             | 1                             |
| Thứ 6                         | 24 tháng 8                    | 0                             | 2                             | 2                             | 4                             |
| Thứ 7                         | 25 tháng 8                    | 0                             | 1                             | 0                             | 1                             |
| Thứ 8                         | 26 tháng 8                    | 0                             | 0                             | 3                             | 3                             |
| Thứ 9                         | 27 tháng 8                    | 2                             | 3                             | 1                             | 6                             |
| Thứ 10                        | 28 tháng 8                    | 0                             | 0                             | 0                             | 0                             |
| Thứ 11                        | 29 tháng 8                    | 2                             | 4                             | 0                             | 6                             |
| Thứ 12                        | 30 tháng 8                    | 0                             | 0                             | 3                             | 3                             |
| Thứ 13                        | 31 tháng 8                    | 0                             | 0                             | 2                             | 2                             |
| Thứ 14                        | 1 tháng 9                     | 0                             | 1                             | 0                             | 1                             |
| Thứ 15                        | 2 tháng 9                     | 0                             | 0                             | 0                             | 0                             |
| Tổng số                       | Tổng số                       | 5                             | 15                            | 18                            | 38                            |

## Điền kinh
Việt Nam có 2 huy chương: 1 huy chương vàng môn nhảy xa nữ của Bùi Thị Thu Thảo và 1 huy chương bạc môn nhảy rào 400 mét nữ của Quách Thị Lan

## Cầu lông
Nam
| Vận động viên    | Nội dung | Vòng 64 đội   | Vòng 32 đội            | Vòng 16 đội   | Tứ kết        | Bán kết       | Chung kết     | Chung kết |
| Vận động viên    | Nội dung | Các set tỉ số | Các set tỉ số          | Các set tỉ số | Các set tỉ số | Các set tỉ số | Các set tỉ số | Hạng      |
| ---------------- | -------- | ------------- | ---------------------- | ------------- | ------------- | ------------- | ------------- | --------- |
| Nguyễn Tiến Minh | Đơn nam  | Bye           | Vương Tử Vỹ (TPE) ·    |               |               |               |               |           |
| Phạm Cao Cường   | Đơn nam  | Bye           | Châu Điền Chấn (TPE) · |               |               |               |               |           |

Nữ
| Vận động viên    | Nội dung | Vòng 32 đội          | Vòng 16 đội   | Tứ kết        | Bán kết       | Chung kết     | Chung kết |
| Vận động viên    | Nội dung | Các set tỉ số        | Các set tỉ số | Các set tỉ số | Các set tỉ số | Các set tỉ số | Hạng      |
| ---------------- | -------- | -------------------- | ------------- | ------------- | ------------- | ------------- | --------- |
| Vũ Thị Trang     | Đơn nữ   | P. V. Sindhu (IND) · |               |               |               |               |           |
| Nguyễn Thùy Linh | Đơn nữ   | Hạ Băng Diệu (CHN) · |               |               |               |               |           |

Đôi nam nữ
| Vận động viên             | Nội dung   | Vòng 32 đội                      | Vòng 16 đội   | Tứ kết        | Bán kết       | Chung kết     | Chung kết |
| Vận động viên             | Nội dung   | Các set tỉ số                    | Các set tỉ số | Các set tỉ số | Các set tỉ số | Các set tỉ số | Hạng      |
| ------------------------- | ---------- | -------------------------------- | ------------- | ------------- | ------------- | ------------- | --------- |
| Đỗ Tuấn Đức Phạm Như Thảo | Đôi nam nữ | S Dias / · T P Hendahewa (SRI) · |               |               |               |               |           |

## Bóng rổ 3 x 3

### Nam
Bảng phân công
Ván A
| VT | Đội        | ST | T | B | ĐT | ĐB | HS  | Đ | Giành quyền tham dự    |
| -- | ---------- | -- | - | - | -- | -- | --- | - | ---------------------- |
| 1  | Trung Quốc | 4  | 4 | 0 | 86 | 49 | +37 | 8 | Giành quyền vào tứ kết |
| 2  | Thái Lan   | 4  | 3 | 1 | 74 | 53 | +21 | 7 | Giành quyền vào tứ kết |
| 3  | Indonesia  | 4  | 2 | 2 | 67 | 59 | +8  | 6 |                        |
| 4  | Sri Lanka  | 4  | 1 | 3 | 57 | 66 | −9  | 5 |                        |
| 5  | Việt Nam   | 4  | 0 | 4 | 28 | 85 | −57 | 4 |                        |

### Nữ
Ván A
| VT | Đội        | ST | T | B | ĐT | ĐB | HS  | Đ | Giành quyền tham dự    |
| -- | ---------- | -- | - | - | -- | -- | --- | - | ---------------------- |
| 1  | Trung Quốc | 3  | 3 | 0 | 66 | 26 | +40 | 6 | Giành quyền vào Tứ kết |
| 2  | Malaysia   | 3  | 2 | 1 | 45 | 41 | +4  | 5 | Giành quyền vào Tứ kết |
| 3  | Việt Nam   | 3  | 1 | 2 | 33 | 41 | −8  | 4 |                        |
| 4  | Qatar      | 3  | 0 | 3 | 16 | 52 | −36 | 3 |                        |

## Bowling
Men
| Vận động viên                  | Nội dung | Block 1 | Block 1 | Block 2 | Block 2 | Tổng cộng | Hạng chung cuộc |
| Vận động viên                  | Nội dung | Tỉ số   | Hạng    | Tỉ số   | Hạng    | Tổng cộng | Hạng chung cuộc |
| ------------------------------ | -------- | ------- | ------- | ------- | ------- | --------- | --------------- |
| Trần Anh Tuấn Nguyễn Văn Hoàng | Trios    | 1067    | 33      | N/A     | N/A     | 2297      | 33              |

## Đua xe đạp

### Đường trường núi
| Vận động viên  | Nội dung    | Chung cuộc | Chung cuộc |
| Vận động viên  | Nội dung    | Thời gian  | Hạng       |
| -------------- | ----------- | ---------- | ---------- |
| Quang Thi Soạn | Sườn núi nữ | 2:59.643   | 7          |

### Đường trường
Nam
| Vận động viên    | Nội dung         | Chung cuộc | Chung cuộc |
| Vận động viên    | Nội dung         | Thành tích | Hạng       |
| ---------------- | ---------------- | ---------- | ---------- |
| Phan Hoàng Thái  | Đường trường nam | 3:27:07    | 16         |
| Quang Văn Cường  | Đường trường nam | 3:28:15    | 20         |
| Trần Thanh Điền  | Đường trường nam | 3:30:13    | 30         |
| Huỳnh Thanh Tùng | Đường trường nam | 3:32:21    | 37         |

Nữ
| Vận động viên   | Nội dung        | Chung cuộc | Chung cuộc |
| Vận động viên   | Nội dung        | Thành tích | Hạng       |
| --------------- | --------------- | ---------- | ---------- |
| Nguyễn Thị Thật | Đường trường nữ | 2:57:35    | 5          |
| Nguyễn Thị Thi  | Đường trường nữ | 2:58:40    | 11         |

## Bóng đá
Đội tuyển bóng đá nam Việt Nam đã được rút thăm và nằm ở bảng D, trong khi đội tuyển bóng đá nữ Việt Nam nằm
ở bảng C.

### Giải đấu nam
Đội hình
Huấn luyện viên trưởng:  Park Hang-seo
Dưới đây là đội hình Việt Nam thi đấu môn bóng đá nam tại Đại hội Thể thao châu Á 2018. Đội hình cuối cùng đã được công bố vào ngày 19 tháng 7. Cầu thủ bị chấn thương là Nguyễn Thành Chung được thay thế bởi Trần Minh Vương.
| 1  | TM | Nguyễn Văn Hoàng               | 17 tháng 2, 1995 (23 tuổi)  | Sài Gòn            |  |  |
| 50 | TM | Bùi Tiến Dũng                  | 28 tháng 2, 1997 (21 tuổi)  | FLC Thanh Hóa      |  |  |
|    |    |                                |                             |                    |  |  |
| 2  | HV | Phạm Xuân Mạnh                 | 2 tháng 3, 1996 (22 tuổi)   | Sông Lam Nghệ An   |  |  |
| 3  | HV | Đỗ Duy Mạnh                    | 29 tháng 9, 1996 (21 tuổi)  | Hà Nội             |  |  |
| 5  | HV | Đoàn Văn Hậu                   | 19 tháng 4, 1999 (19 tuổi)  | Hà Nội             |  |  |
| 4  | HV | Bùi Tiến Dũng                  | 2 tháng 10, 1995 (22 tuổi)  | Viettel            |  |  |
| 21 | HV | Trần Đình Trọng                | 25 tháng 4, 1997 (21 tuổi)  | Hà Nội             |  |  |
| 7  | HV | Trịnh Văn Lợi                  | 26 tháng 5, 1995 (23 tuổi)  | Hải Phòng          |  |  |
| 17 | HV | Vũ Văn Thanh                   | 14 tháng 4, 1996 (22 tuổi)  | Hoàng Anh Gia Lai  |  |  |
|    |    |                                |                             |                    |  |  |
| 6  | TV | Lương Xuân Trường              | 28 tháng 4, 1995 (23 tuổi)  | Hoàng Anh Gia Lai  |  |  |
| 18 | TV | Đỗ Hùng Dũng*                  | 8 tháng 9, 1993 (24 tuổi)   | Hà Nội             |  |  |
| 15 | TV | Phạm Đức Huy                   | 20 tháng 1, 1995 (23 tuổi)  | Hà Nội             |  |  |
| 16 | TV | Trần Minh Vương                | 28 tháng 3, 1995 (23 tuổi)  | Hoàng Anh Gia Lai  |  |  |
| 19 | TV | Nguyễn Quang Hải               | 12 tháng 4, 1997 (21 tuổi)  | Hà Nội             |  |  |
|    |    |                                |                             |                    |  |  |
| 20 | TĐ | Phan Văn Đức                   | 11 tháng 4, 1996 (22 tuổi)  | Sông Lam Nghệ An   |  |  |
| 8  | TĐ | Nguyễn Văn Toàn                | 12 tháng 4, 1996 (22 tuổi)  | Hoàng Anh Gia Lai  |  |  |
| 9  | TĐ | Nguyễn Công Phượng             | 21 tháng 1, 1995 (23 tuổi)  | Hoàng Anh Gia Lai  |  |  |
| 10 | TĐ | Nguyễn Văn Quyết* (đội trưởng) | 1 tháng 7, 1991 (27 tuổi)   | Hà Nội             |  |  |
| 11 | TĐ | Nguyễn Anh Đức*                | 24 tháng 10, 1985 (32 tuổi) | Becamex Bình Dương |  |  |
| 13 | TĐ | Hà Đức Chinh                   | 22 tháng 9, 1997 (20 tuổi)  | SHB Đà Nẵng        |  |  |

Bảng D
| VT | Đội      | ST | T | H | B | BT | BB | HS | Đ | Giành quyền tham dự                     |
| -- | -------- | -- | - | - | - | -- | -- | -- | - | --------------------------------------- |
| 1  | Việt Nam | 3  | 3 | 0 | 0 | 6  | 0  | +6 | 9 | Giành quyền vào vòng đấu loại trực tiếp |
| 2  | Nhật Bản | 3  | 2 | 0 | 1 | 5  | 1  | +4 | 6 | Giành quyền vào vòng đấu loại trực tiếp |
| 3  | Pakistan | 3  | 1 | 0 | 2 | 2  | 8  | −6 | 3 |                                         |
| 4  | Nepal    | 3  | 0 | 0 | 3 | 1  | 5  | −4 | 0 |                                         |

| Việt Nam                                                               | 3–0      | Pakistan |
| ---------------------------------------------------------------------- | -------- | -------- |
| - Nguyễn Quang Hải 21' - Nguyễn Văn Quyết 41' - Nguyễn Công Phượng 72' | Chi tiết |          |

| Nepal | 0–2      | Việt Nam                                |
| ----- | -------- | --------------------------------------- |
|       | Chi tiết | - Nguyễn Anh Đức 31' - Phan Văn Đức 63' |

| Nhật Bản | 0–1      | Việt Nam              |
| -------- | -------- | --------------------- |
|          | Chi tiết | - Nguyễn Quang Hải 3' |

### Giải đấu nữ
Đội hình
Dưới đây là đội hình Việt Nam trong giải đấu bóng đá nữ của Đại hội Thể thao châu Á 2018. Đội tuyển này có 20 cầu thủ đã được đặt tên chính thức vào ngày 11 tháng 8.
Huấn luyện viên trưởng:  Mai Đức Chung
| 1  | TM | Trần Thị Hải Yến      | 18 tháng 9, 1993 (24 tuổi)  | Hà Nam                |  |  |
| 14 | TM | Trần Thị Kim Thanh    | 18 tháng 9, 1993 (24 tuổi)  | Thành phố Hồ Chí Minh |  |  |
| 22 | TM | Khổng Thị Hằng        | 10 tháng 10, 1993 (24 tuổi) | Than Khoáng Sản       |  |  |
|    |    |                       |                             |                       |  |  |
| 2  | HV | Trần Thị Hồng Nhung   | 28 tháng 10, 1992 (25 tuổi) | Hà Nam                |  |  |
| 3  | HV | Chương Thị Kiều       | 19 tháng 8, 1995 (22 tuổi)  | Thành phố Hồ Chí Minh |  |  |
| 4  | HV | Nguyễn Thanh Huyền    | 12 tháng 8, 1996 (22 tuổi)  | Hà Nội                |  |  |
| 5  | HV | Bùi Thanh Thuý        | 17 tháng 7, 1998 (20 tuổi)  | Than Khoáng Sản       |  |  |
| 6  | HV | Bùi Thúy An           | 5 tháng 10, 1990 (27 tuổi)  | Hà Nội                |  |  |
| 13 | HV | Nguyễn Thị Mỹ Anh     | 27 tháng 11, 1994 (23 tuổi) | Thành phố Hồ Chí Minh |  |  |
| 15 | HV | Phạm Thị Tươi         | 26 tháng 6, 1993 (25 tuổi)  | Hà Nam                |  |  |
|    |    |                       |                             |                       |  |  |
| 7  | TV | Nguyễn Thị Tuyết Dung | 13 tháng 12, 1993 (24 tuổi) | Hà Nam                |  |  |
| 8  | TV | Nguyễn Thị Liễu       | 18 tháng 9, 1992 (25 tuổi)  | Hà Nam                |  |  |
| 11 | TV | Thái Thị Thảo         | 12 tháng 2, 1995 (23 tuổi)  | Hà Nội                |  |  |
| 17 | TV | Đinh Thị Thuỳ Dung    | 25 tháng 8, 1998 (19 tuổi)  | Than Khoáng Sản       |  |  |
| 18 | TV | Nguyễn Thị Vạn        | 10 tháng 1, 1997 (21 tuổi)  | Than Khoáng Sản       |  |  |
| 20 | TV | Hà Thị Nhài           | 15 tháng 3, 1998 (20 tuổi)  | Than Khoáng Sản       |  |  |
| 23 | TV | Phạm Hoàng Quỳnh      | 20 tháng 9, 1992 (25 tuổi)  | Than Khoáng Sản       |  |  |
|    |    |                       |                             |                       |  |  |
| 9  | TĐ | Huỳnh Như             | 28 tháng 11, 1991 (26 tuổi) | Thành phố Hồ Chí Minh |  |  |
| 12 | TĐ | Phạm Hải Yến          | 9 tháng 11, 1994 (23 tuổi)  | Hà Nội                |  |  |
| 21 | TĐ | Nguyễn Thị Thúy Hằng  | 19 tháng 11, 1997 (20 tuổi) | Than Khoáng Sản       |  |  |

Bảng C
| VT | Đội      | ST | T | H | B | BT | BB | HS | Đ | Giành quyền tham dự                     |
| -- | -------- | -- | - | - | - | -- | -- | -- | - | --------------------------------------- |
| 1  | Nhật Bản | 2  | 2 | 0 | 0 | 9  | 0  | +9 | 6 | Giành quyền vào vòng đấu loại trực tiếp |
| 2  | Việt Nam | 2  | 1 | 0 | 1 | 3  | 9  | −6 | 3 | Giành quyền vào vòng đấu loại trực tiếp |
| 3  | Thái Lan | 2  | 0 | 0 | 2 | 2  | 5  | −3 | 0 | Giành quyền vào vòng đấu loại trực tiếp |

| Việt Nam                                                             | 3–2      | Thái Lan                              |
| -------------------------------------------------------------------- | -------- | ------------------------------------- |
| Nguyễn Thị Tuyết Dung 22' · Nguyễn Thị Vạn 33' · Nguyễn Thị Liễu 40' | Chi tiết | Nildhamrong 30' (ph.đ.) · Sornsai 79' |

| Nhật Bản                                                                      | 7–0      | Việt Nam |
| ----------------------------------------------------------------------------- | -------- | -------- |
| - Sugasawa 5', 77' - Momoki 17' - Nakajima 38' - Tanaka 52', 88' - Masuya 64' | Chi tiết |          |

## Judo
Việt Nam sẽ tham gia judo tại Đại hội Thể thao có 7 võ sư judo (2 nam và 5 nữ).
Nam
| Vận động viên   | Nội dung | Vòng 32 đội     | Vòng 16 đội     | Tứ kết          | Bán kết         | Repechage       | Chung kết/BM    | Hạng |
| Vận động viên   | Nội dung | Kết quả đối thủ | Kết quả đối thủ | Kết quả đối thủ | Kết quả đối thủ | Kết quả đối thủ | Kết quả đối thủ | Hạng |
| --------------- | -------- | --------------- | --------------- | --------------- | --------------- | --------------- | --------------- | ---- |
| Phan Vũ Nam     | 66 kg    |                 |                 |                 |                 |                 |                 |      |
| Nguyễn Tấn Công | 73 kg    |                 |                 |                 |                 |                 |                 |      |

Nữ
| Vận động viên           | Nội dung | Vòng 32 đội     | Vòng 16 đội     | Tứ kết          | Bán kết         | Repechage       | Chung kết/BM    | Hạng |
| Vận động viên           | Nội dung | Kết quả đối thủ | Kết quả đối thủ | Kết quả đối thủ | Kết quả đối thủ | Kết quả đối thủ | Kết quả đối thủ | Hạng |
| ----------------------- | -------- | --------------- | --------------- | --------------- | --------------- | --------------- | --------------- | ---- |
| Hoàng Thị Tính          | 48 kg    |                 |                 |                 |                 |                 |                 |      |
| Nguyễn Thúy             | 52 kg    |                 |                 |                 |                 |                 |                 |      |
| Nguyễn Thị Bích Ngọc    | 57 kg    |                 |                 |                 |                 |                 |                 |      |
| Nguyễn Ngọc Diễm Phương | 63 kg    |                 |                 |                 |                 |                 |                 |      |
| Nguyễn Thị Diệu Tiến    | 70 kg    |                 |                 |                 |                 |                 |                 |      |

## Chèo thuyền
Trong bộ môn chèo thuyền, đoàn Việt Nam có 2 huy chương: 1 huy chương vàng do nhóm 4 vận động viên Hồ Thị Lý, Lương Thị Thảo, Phạm Thị Thảo và Tạ Thanh Huyền; 1 huy chương bạc cho nhóm 4 vận động viên Đinh Thị Hảo, Trần Thị An, Lê Thị Hiền và Phạm Thị Huệ (sinh 1990)

## Bóng chuyền
Liên đoàn bóng chuyền Việt Nam (VFV) sẽ cử đội tuyển nam sẽ tham gia trong ván E và đội tuyển nữ trong ván B tại Đại hội Thể thao.

### Trong nhà

#### Giải đấu nam
Bảng phân công đội tuyển
Bản mẫu:2018 Asian Games Vietnam men's volleyball team roster
Ván E
| VT | Đội        | Tr | T | B | Đ | ST | SB | TSS   | ĐST | ĐSB | TSĐS  |
| -- | ---------- | -- | - | - | - | -- | -- | ----- | --- | --- | ----- |
| 1  | Thái Lan   | 3  | 2 | 1 | 7 | 8  | 5  | 1,600 | 301 | 278 | 1,083 |
| 2  | Trung Quốc | 3  | 2 | 1 | 6 | 8  | 6  | 1,333 | 313 | 301 | 1,040 |
| 3  | Sri Lanka  | 3  | 1 | 2 | 3 | 5  | 6  | 0,833 | 240 | 244 | 0,984 |
| 4  | Việt Nam   | 3  | 1 | 2 | 2 | 4  | 8  | 0,500 | 254 | 285 | 0,891 |

#### Giải đấu nữ
Bảng phân công đội tuyển
Bản mẫu:2018 Asian Games Vietnam women's volleyball team roster
Ván B
| VT | Đội               | Tr | T | B | Đ  | ST | SB | TSS   | ĐST | ĐSB | TSĐS  | Giành quyền tham dự |
| -- | ----------------- | -- | - | - | -- | -- | -- | ----- | --- | --- | ----- | ------------------- |
| 1  | Trung Quốc        | 5  | 5 | 0 | 15 | 15 | 0  | —     | 375 | 216 | 1,736 | Tứ kết              |
| 2  | Hàn Quốc          | 5  | 4 | 1 | 12 | 12 | 4  | 3,000 | 382 | 299 | 1,278 | Tứ kết              |
| 3  | Kazakhstan        | 5  | 2 | 3 | 7  | 9  | 10 | 0,900 | 386 | 406 | 0,951 | Tứ kết              |
| 4  | Việt Nam          | 5  | 2 | 3 | 6  | 8  | 11 | 0,727 | 369 | 406 | 0,909 | Tứ kết              |
| 5  | Đài Bắc Trung Hoa | 5  | 2 | 3 | 4  | 7  | 13 | 0,538 | 370 | 441 | 0,839 |                     |
| 6  | Ấn Độ             | 5  | 0 | 5 | 1  | 2  | 15 | 0,133 | 292 | 406 | 0,719 |                     |

Bản mẫu:2018 Asian Games women's volleyball game B1
Bản mẫu:2018 Asian Games women's volleyball game B4
Bản mẫu:2018 Asian Games women's volleyball game B8
Bản mẫu:2018 Asian Games women's volleyball game B10
Bản mẫu:2018 Asian Games women's volleyball game B14